# Elroy Turner
Elroy Turner (ur. 28 stycznia 1951) – lekkoatletyka, pochodzący z Antigui i Barbudy, specjalizujący się w biegach sprinterskich.
Reprezentował swój kraj w sztafecie 4 × 100 metrów  i sztafecie 4 × 400 metrów na Letnich Igrzyskach Olimpijskich 1976, w obu przypadkach odpadając w eliminacjach.